# 貫吉真
貫 吉真（ぬき よしざね）は、江戸時代初期の長州藩士。実父は内藤元泰の子である内藤吉盛。養父は貫新左衛門。

## 生涯
元和3年（1617年）、毛利氏家臣・内藤吉盛の子として生まれ、貫新左衛門の養子となった。寛永5年（1628年）に新左衛門が死去したため、貫家の家督を継ぎ、毛利秀就・綱広の2代に仕えた。
承応3年（1654年）3月30日に38歳で死去し、子の源左衛門が跡を継いだ。